# 러브 버그 (음악 그룹)
러브 버그(Luv Bug)는 아일랜드의 6인조 음악 그룹이다. 유로비전 송 콘테스트 1986에서 아일랜드 대표로 참가했다.

## 구성원
- 준 커닝엄 (June Cunningham)
- 휴 커닝엄 (Hugh Cunningham)
- 맥스 커닝엄 (Hugh Cunningham)
- 리키 머일러 (Ricky Meyler)
- 마젤 라 그랜트 (Majella Grant)
- 브라이언 맥도르드 (Brian McArdle)

## 같이 보기
- 아일랜드의 유로비전 송 콘테스트 참가